# Незалежна музика
Незалежна музика (також відома як інді-музика або просто інді) — це музика, створена незалежно від комерційних звукозаписних лейблів або їхніх дочірніх компаній. Це може бути, «автономний підхід створення, запису, публікації та розповсюдження композицій. Основна мета типу цієї музики — надати слухачу естетичні цінності та передати глибший зміст у текстах. Пісні цього жанру як правило не створюються з метою отримати великий комерційний успіх.
Жанровий термін «інді» може використовуватися разом із назвою жанру (наприклад, інді-рок або інді-поп), у цьому випадку термін може мати на увазі і музику, продюсовану комерційними лейблами. Багато незалежних музичних виконавців не належать до одного певного музичного стилю чи жанру, а їх музику, опубліковану самостійно, можна класифікувати за різними жанрами без очікувань, пов’язаних із комерційною музикою. Термін «інді» або «незалежна музика» можна простежити ще в 1920-х роках, у контексті посилань на незалежні кінокомпанії. Пізніше його використовували для класифікації незалежної групи або продюсера звукозапису.
Творці інді-музики часто створюють нішеві жанри не відповідаючі звичним стандартам. Такі пісні вже розраховані на вузьку аудиторію.

## Лейбли звукозапису
Незалежні лейбли мають довгу історію сприяння розвитку популярної музики, починаючи з післявоєнного періоду в Сполучених Штатах, з такими лейблами, як Sun Records, King Records і Stax.
У Сполученому Королівстві протягом 1950-х і 1960-х років великі звукозаписні компанії мали настільки велику владу, що незалежні лейбли намагалися закріпитися, аж до появи нових концепцій, таких як Virgin Records. Кілька британських продюсерів і артистів запустили незалежні лейбли, щоб видавати свою роботу та артистів, які їм подобаються; більшість з них провалилися як комерційні підприємства або були куплені великими лейблами.
У Сполучених Штатах незалежні лейбли та дистриб’ютори часто об’єднувалися, щоб створити організації для сприяння торгівлі та паритету в галузі. Академія звукозапису, відома як організація, що стоїть за премією "Греммі", почала свою діяльність у 1950-х роках як організація 25 незалежних звукозаписних компаній, включаючи Herald, Ember і Atlantic Records. У 1970-х роках було засновано Національну асоціацію незалежних дистриб’юторів записів (NAIRD), яка у 2004 році стала A2IM . Існували також менші організації, включаючи Незалежну музичну асоціацію (IMA), засновану Доном Кулаком наприкінці 1980-х років. У зеніті він мав 1000 незалежних лейблів у списках учасників. 1990-ті принесли Афілійовані незалежні звукозаписні компанії (AIRCO), найвідомішим членом яких був молодий панк- треш-роковий лейбл Mystic Records, і Асоціацію незалежних музичних продавців (IMRA), короткочасну організацію, засновану Марком Вілкінсом і Доном Кулаком. Останній найбільш відомий судовим позовом щодо кооперативних грошей, який він подав від імені свого члена Digital Distributors разом із Warehouse Record Stores. Вирішення справи зібрало 178 000 000 доларів від розповсюдження великих лейблів. Отримані кошти було розподілено між усіма позивачами.
В епоху панк-року кількість незалежних лейблів зросла. Британський інді-чарт був уперше складений у 1980 році, а незалежне розповсюдження стало краще організовано з кінця 1970-х років. З кінця 1970-х до 1980-х років певні британські незалежні лейбли (такі як Rough Trade, Fast Product, Cherry Red, Factory, Glass, Industrial, Cheree Records і Creation) зробили свій внесок у естетичність виконавців, чиї записи вони творили вільно.

## Стати головним проти залишатися незалежним
Багато компаній вирішують перейти від незалежного лейбла до великого лейбла, якщо мають нагоду, оскільки великі лейбли мають значно більше повноважень і фінансових засобів для просування та розповсюдження продукції, іноді збільшуючи шанси на більший успіх. Деякі артисти, однак, можуть відмовитися від мейджор-лейбла, якщо їм нададуть можливість, оскільки незалежність зазвичай дає більше свободи.
Подібним чином, інші можуть стати незалежними лейблами після того, як вже мають досвід запису на великому лейблі. Бредлі Джозеф попросив звільнити його від угоди з Narada/Virgin Records, а потім став незалежним артистом. Він каже: «Як незалежний бізнес є головною турботою і може взяти на себе контроль, якщо його не контролювати. Багато музикантів не навчаються цій справі. Ви просто повинні бути добре розвиненими в обох сферах. Треба розуміти видавництво. Ви повинні розуміти, як ви заробляєте гроші, що користується попитом і що допомагає вам максимально використати свій талант. Але деякі артисти просто хочуть бути залученими в музику, і їм не подобаються додаткові проблеми або вони мають індивідуальність, щоб працювати з обома». Джозеф пропонує новим художникам прочитати та вивчити обидва курси та вибрати той, який найкраще відповідає їхнім потребам і бажанням.

## Методи розповсюдження
Деякі незалежні лейбли розповсюджують власний продукт, тоді як інші поширюють через провідний лейбл. Незалежні можуть належати великому лейблу, який потім розповсюджує для них.
Незалежним гуртам може бути дуже важко підписати контракт із звукозаписним лейблом, який може бути не знайомий із їхнім конкретним стилем. Можуть знадобитися роки відданих зусиль, самореклами та відмов, перш ніж укласти контракт із незалежним чи великим звукозаписним лейблом. Гурти, які готові піти цим шляхом, повинні бути впевнені, що вони готові як щодо музики, яку вони пропонують, так і щодо своїх реалістичних очікувань успіху.

## Конкуренція між незалежним і традиційним видавництвом
Обсяг незалежних продажів музики важко відстежити, але в 2010 році незалежний роздрібний продавець CD Baby стверджував, що продав понад 5 мільйонів компакт-дисків за весь час існування. CD Baby більше не повідомляє про кількість проданих компакт-дисків, але в 2010 році стверджував, що заплатив виконавцям загалом 107 мільйонів доларів за весь час існування, і зараз стверджує, що ця цифра зараз перевищує 200 мільйонів доларів.
Apple оголосила, що продала понад 16 мільярдів пісень через свій сервіс iTunes. Більшість із них — це «основна» музика, яка не відображає доступу нових виробників контенту на ринок, але вказує на значну конкуренцію з традиційними продажами компакт-дисків.
Важко оцінити, чи продажі з нетрадиційних джерел походять здебільшого за рахунок виходу на ринок, що розширюється, чи за рахунок відведення продажів від традиційного розповсюдження компакт-дисків, важко визначити, враховуючи заяву RIAA про те, що музичне піратство завдає економіці США збитків на 12,5 мільярдів доларів щорічно.